# Ansbach Basketball
O Ansbach Basketball, também conhecido como hapa Ansbach Piranhas é um clube de basquetebol baseado em Ansbach, Baviera, Alemanha que atualmente disputa a Liga Regional Sudeste, correspondente à quarta divisão do país. Manda seus jogos no Theresiensporthalle com capacidade para 800 espectadores.

## Histórico de Temporadas
| Temporada | Nível | Liga         | Pos. | Resultado |
| --------- | ----- | ------------ | ---- | --------- |
| 2006-07   | 3     | Regionalliga | 1º   | Promovido |
| 2007-08   | 3     | ProB         | 14   | Rebaixado |
| 2008-09   | 4     | Regionalliga | 7º   |           |
| 2009-10   | 4     | Regionalliga | 6º   |           |
| 2010-11   | 4     | Regionalliga | 4º   |           |
| 2011-12   | 4     | Regionalliga | 2º   |           |
| 2012-13   | 4     | Regionalliga | 5º   |           |
| 2013-14   | 4     | Regionalliga | 8º   |           |
| 2014–15   | 4     | Regionalliga | 9º   |           |
| 2015–16   | 4     | Regionalliga | 9º   |           |
| 2016–17   | 4     | Regionalliga | 10º  |           |
| 2017-18   | 4     | Regionalliga | 7º   |           |
| 2018-19   | 4     | Regionalliga | 11º  |           |
| 2019-20   | 4     | Regionalliga | 1º   |           |
| 2020-21   | 4     | Regionalliga | 1º   |           |
| 2021-22   | 4     | Regionalliga | 6º   |           |
| 2022-23   | 4     | Regionalliga | 1º   |           |
| 2023-24   | 4     | Regionalliga | 3º   |           |
| 2024-25   | 4     | Regionalliga | 1º   |           |

fonte:eurobasket.com

## Títulos

### Regionalliga Sudeste
- Campeão (1): 2006-07
- Finalista (1): 2011-12